# Jugurtia calcarata
Jugurtia calcarata är en stekelart som beskrevs av Richards 1962. Jugurtia calcarata ingår i släktet Jugurtia och familjen Masaridae. Inga underarter finns listade i Catalogue of Life.